# Forte da Forca
O chamado Forte da Forca, também referido como Castelo da Ponta da Forca, localizava-se na ponta da Forca, a oeste do porto de Vila do Porto, na freguesia da Vila do Porto, concelho de mesmo nome, na ilha de Santa Maria, nos Açores.
Em posição dominante sobre este trecho do litoral, constituiu-se em uma fortificação destinada à defesa deste ancoradouro contra os ataques de piratas e corsários, outrora frequentes nesta região do oceano Atlântico.

## História
No contexto da Guerra da Sucessão Espanhola (1702-1714) pode estar referido como "O Forte na ponta donde se anchora." na relação "Fortificações nos Açores existentes em 1710".
FIGUEIREDO (1960) assim refere o local e a sua fortificação em 1815: "Logo adiante [do porto da Vila] fica para o Oeste o Calhau velho onde vazão umas grotas, e continuando p.ª Oeste fica a ponta da Forca onde está um Castello, assim intitulado. (...)". E complementa: "Castelo da Ponta de Forca [sic] ao Oeste do Porto da Villa tem quatro peças de ferro muito corrutas dos tempos."
SOUSA (1995), em 1822, a respeito do porto de Vila do Porto, refere: "(...) O seu Porto é uma pequena Enseada virada a sudoeste, entre as pontas de Marvão a sueste, e Força [Forca] a oeste; em ambas as quais há pequenas fortalezas. (...)".
A "Relação" do marechal de campo Barão de Bastos em 1862 informa que se encontra "em soffrivel estado".
A estrutura não chegou até aos nossos dias.